# 王太魁
王太魁（1921年9月—1998年11月14日），山西沁县人，中华人民共和国政治人物，曾任长治市人民政府市长。

## 生平
1921年9月出生。1938年1月加入中国共产党，先后任村党支部书记、区指导员、组织委员、区委书记、县委组织部长、太岳军区党委办公室调研员等职。1949年7月起，历任屯留县委书记、国营342厂党委书记、潞安煤矿党委书记、长治市市委常委兼工业部长、市委副书记、常务书记。1964年1月调往太原，先后任太原市南郊区区委书记，阳曲县委副书记、革委副主任。文化大革命期间，曾受到迫害，被下放劳动。1977年，调回长治市，先后任长治市委第二书记、市革命委员会主任。1983年1月16日至20日，长治市第七届人民代表大会第一次会议召开，会上选举王太魁为长治市市长。1985年6月后改任山西省顾委委员。1998年11月14日，因病医治无效逝世。